# حمزة بن مالك الخارجي
حمزة بن مالك الخزاعي أو الخارجي (توفي 169هـ / 786م) هو أحد الخوارج الذين ظهروا في الجزيرة الفراتية، وقاد تمردًا قصير الأمد فيها.
خرج حمزة بن مالك في سنة 169هـ / 786م، مُعلنًا تمرده على الخلافة العبَّاسية في خلافة موسى الهادي. وجَّه المسؤول العبَّاسي عن خراج منطقة الجزيرة، منصور بن زياد، جيشًا لمواجهة حمزة وإنهاء أمره. التقى الجيش العبَّاسي بقوات حمزة في منطقة عربايا بالقرب من الموصل، وانتهت بانتصار حمزة واغتنامه أموال العسكر، مما أدى إلى تقوية نفوذه وزيادة أتباعه. انضم إليه رجلان، وأظهرا صحبته وتقرَّبوا منه، غير أن رجلين من أتباعه، ثم غدرا به واغتالاه، مما أنهى خروجه.

### فهرس المنشورات
1. ↑  ابن الأثير (2005)، ص. 856.

### معلومات المنشورات كاملة
الكتب مرتبة حسب تاريخ النشر
- ابن الأثير الجزري (2005)، الكامل في التاريخ، مراجعة: أبو صهيب الكرمي، عَمَّان: بيت الأفكار الدولية، OCLC:122745941، QID:Q123225171